# Alwin Albert Hafner
Alwin Albert Hafner MSF (ur. 11 września 1930 w Balsthal, zm. 7 stycznia 2016) – szwajcarski duchowny katolicki posługujący w Madagaskarze, biskup diecezjalny Morombe w latach 1989-2000.

## Życiorys
Święcenia kapłańskie otrzymał 28 czerwca 1957.
15 maja 1989 papież Jan Paweł II mianował go biskupem diecezjalnym Morombe. 22 kwietnia 1990 z rąk kardynała Victora Razafimahatratra przyjął sakrę biskupią. 15 lipca 2000 na ręce papieża złożył rezygnację z zajmowanej funkcji.
Zmarł 7 stycznia 2016.